# Vallan
Vallan és un municipi francès, situat al departament del Yonne i a la regió de Borgonya - Franc Comtat. L'any 2007 tenia 713 habitants.

## Demografia

### Població
El 2007 la població de fet de Vallan era de 713 persones. Hi havia 300 famílies, de les quals 72 eren unipersonals (48 homes vivint sols i 24 dones vivint soles), 104 parelles sense fills, 88 parelles amb fills i 36 famílies monoparentals amb fills.
La població ha evolucionat segons el següent gràfic:
Habitants censats

### Habitatges
El 2007 hi havia 329 habitatges, 302 eren l'habitatge principal de la família, 8 eren segones residències i 19 estaven desocupats. 298 eren cases i 30 eren apartaments. Dels 302 habitatges principals, 239 estaven ocupats pels seus propietaris, 57 estaven llogats i ocupats pels llogaters i 6 estaven cedits a títol gratuït; 7 tenien una cambra, 16 en tenien dues, 44 en tenien tres, 86 en tenien quatre i 149 en tenien cinc o més. 241 habitatges disposaven pel capbaix d'una plaça de pàrquing. A 147 habitatges hi havia un automòbil i a 140 n'hi havia dos o més.

### Piràmide de població
La piràmide de població per edats i sexe el 2009 era:
| Homes | Edats   | Dones |
| ----- | ------- | ----- |
| 0     | 95 o +  | 0     |
| 0     | 90 a 94 | 0     |
| 8     | 85 a 89 | 12    |
| 8     | 80 a 84 | 0     |
| 4     | 75 a 79 | 12    |
| 12    | 70 a 74 | 4     |
| 16    | 65 a 69 | 4     |
| 20    | 60 a 64 | 28    |
| 8     | 55 a 59 | 20    |
| 20    | 50 a 54 | 16    |
| 40    | 45 a 49 | 28    |
| 40    | 40 a 44 | 28    |
| 36    | 35 a 39 | 28    |
| 40    | 30 a 34 | 28    |
| 28    | 25 a 29 | 20    |
| 20    | 20 a 24 | 12    |
| 40    | 15 a 19 | 16    |
| 12    | 10 a 14 | 32    |
| 16    | 5 a 9   | 36    |
| 24    | 0 a 4   | 24    |

## Economia
El 2007 la població en edat de treballar era de 478 persones, 378 eren actives i 100 eren inactives. De les 378 persones actives 345 estaven ocupades (175 homes i 170 dones) i 33 estaven aturades (17 homes i 16 dones). De les 100 persones inactives 44 estaven jubilades, 39 estaven estudiant i 17 estaven classificades com a «altres inactius».

### Ingressos
El 2009 a Vallan hi havia 297 unitats fiscals que integraven 695,5 persones, la mediana anual d'ingressos fiscals per persona era de 18.787 €.

### Activitats econòmiques
Dels 15 establiments que hi havia el 2007, 1 era d'una empresa alimentària, 1 d'una empresa de fabricació d'altres productes industrials, 6 d'empreses de construcció, 3 d'empreses de comerç i reparació d'automòbils, 3 d'empreses de transport i 1 d'una empresa de serveis.
Dels 5 establiments de servei als particulars que hi havia el 2009, 2 eren paletes, 1 fusteria, 1 electricista i 1 empresa de construcció.
L'any 2000 a Vallan hi havia 17 explotacions agrícoles que ocupaven un total de 1.360 hectàrees.

## Equipaments sanitaris i escolars
El 2009 hi havia 1 escola maternal i 1 escola elemental.

## Poblacions més properes
El següent diagrama mostra les poblacions més properes.